# Enrique Llena
Enrique Llena est un entraîneur de football espagnol, né le 6 novembre 1961 à Huesca.

## Biographie
En mars 2009, Llena devient l'adjoint du sélectionneur du Nicaragua, Ramón Otoniel Olivas, avant d'être désigné lui-même sélectionneur de l'équipe, le 16 décembre 2009. Il y restera pendant près de 5 ans, jusqu'à sa destitution, survenue le 8 novembre 2014. 
Sous sa houlette, l'équipe du Nicaragua dispute trois Coupes UNCAF des nations en 2011, 2013 et 2014 sans pouvoir franchir le 1er tour. En revanche, elle obtient ses premières victoires en éliminatoires de la Coupe du monde en battant deux fois la Dominique dans le cadre du 2e tour des qualifications au Mondial 2014 (1-0 à domicile et 0-2 à l'extérieur).